# Museo Bagatti Valsecchi
Museo Bagatti Valsecchi – muzeum w Mediolanie we Włoszech (Lombardia) mieszczące się w  Palazzo Bagatti Valsecchi przy Via Santo Spirito 10, wystawiające dzieła sztuki i rzemiosło.
Jako muzeum działające od 1994 roku. Szczególnie ciekawe ze względu na sam budynek pałacu, w którym się mieści. Pałac ten powstał w roku 1887 i od początku istnienia był ozdabiany przez jego mieszkańców Fausto i Giuseppe Bagatti Valsecchi. Własnością rodziny budynek był do roku 1974. Dekorację stanowią tutaj kopie znanych dzieł sztuki, jak również nowo powstałe dzieła nawiązujące do stylu modnego we Włoszech pod koniec XIX wieku i nawiązującego do sztuki odrodzenia.